# Liste de points extrêmes de l'Union européenne

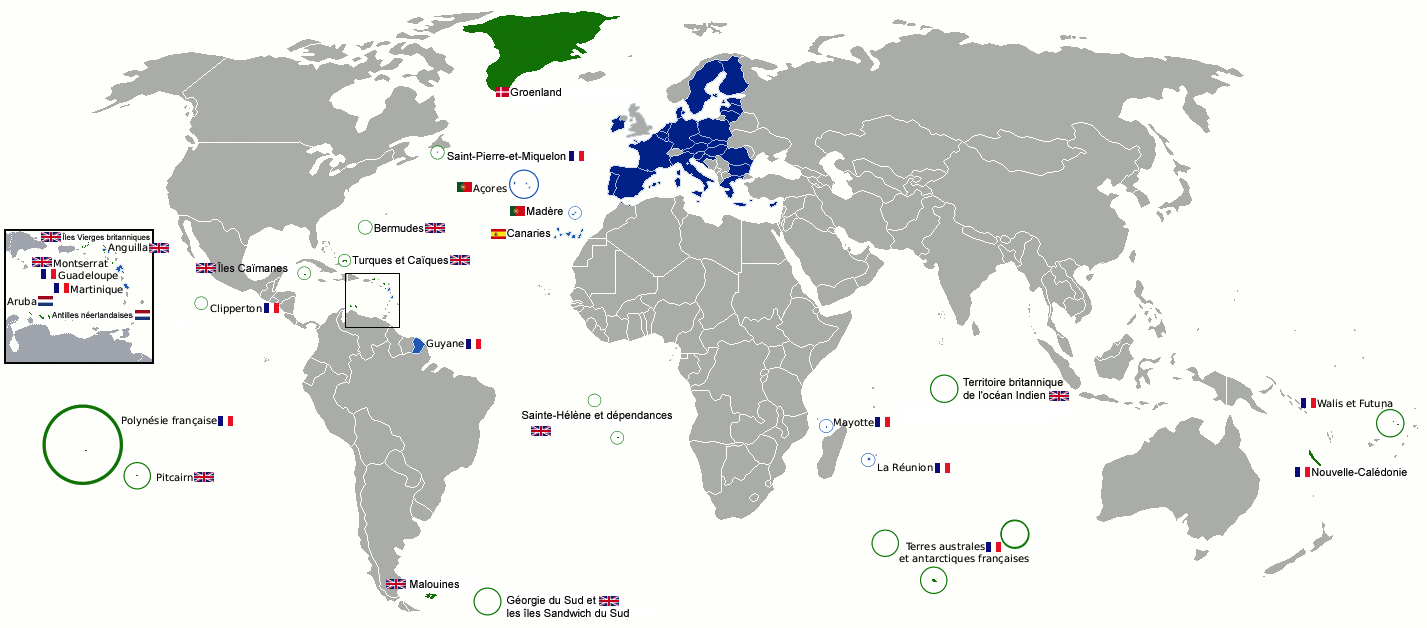
L'Union européenne en bleu, en vert les territoires n'en faisant pas partie mais dépendant d'un de ses États membres.

Les points extrêmes de l'Union européenne varient selon que l'on prenne en compte le seul territoire continental européen ou la totalité des territoires (incluant les régions ultrapériphériques d'outre-mer de l'Union européenne).

## Latitude et longitude

### Pays contigus
| Suurpea Gavdos Cabo da Roca Sulina Nuorgam Pointe de Tarifa Virmajärvi Rockall Ayia Napa An Tiaracht Cap Saint-André Mont Blanc |

En ne prenant en compte que le territoire continental des 21 pays contigus de l'Union européenne (sans Chypre, la Finlande, l'Irlande, Malte, le Royaume-Uni et la Suède) :
- Nord : Suurpea ( Estonie) (59° 37′ N, 25° 42′ E)
- Sud : Île de Gavdos ( Grèce) (34° 49′ N, 24° 07′ E)
- Ouest : Cabo da Roca ( Portugal) (38° 47′ N, 9° 30′ O)
- Est : Cap Sulina ( Roumanie) (45° 10′ N, 29° 42′ E)

### Europe continentale
- Nord : Nuorgam ( Finlande) (70° 05′ N, 27° 57′ E)
- Sud : Pointe de Tarifa ( Espagne) (36° 00′ N, 5° 36′ O)
- Ouest : Cabo da Roca ( Portugal) (38° 47′ N, 9° 30′ O)
- Est : Virmajärvi ( Finlande) (62° 55′ N, 31° 37′ E)

### Territoire en Europe
- Nord : Nuorgam ( Finlande) (70° 05′ N, 27° 57′ E)
- Sud : Île de Gavdos ( Grèce) (34° 49′ N, 24° 07′ E)
- Ouest : Rockall (57° 36′ N, 13° 42′ O)[1]
- Est : Ayia Napa ( Chypre) (34° 59′ N, 34° 05′ E)[2].

### Régions ultrapériphériques incluses
En incluant les régions ultrapériphériques de l'Union européenne :
- Nord : Nuorgam ( Finlande) (70° 05′ N, 27° 57′ E)
- Sud : Saint-Joseph ( La Réunion) (21° 22′ S, 55° 37′ E)
- Ouest : Pointe du canonnier (île de Saint-Martin) (18° 03′ N, 63° 09′ O)
- Est : Sainte-Rose ( La Réunion) (21° 06′ S, 55° 47′ E)

### Pays et territoires d'outre-mer inclus
En incluant les pays et territoires d'outre-mer :
- Nord : Kaffeklubben ( Groenland, Danemark) (83° 40′ N, 31° 37′ O) (terre la plus au nord au monde)
- Sud : îles de Boynes, au sud de la Grande Terre des îles Kerguelen, ( Terres australes et antarctiques françaises, France) (50° 01′ S, 68° 52′ E)  ;
- Ouest : Futuna ( Wallis-et-Futuna, France) (14° 17′ S, 178° 07′ O)
- Est : Île Hunter ( Nouvelle-Calédonie, France) (22° 23′ S, 172° 05′ E)

## Altitude
- Maximale : mont Blanc ( France) 4 805,59 m
- Minimale : Étang de Lavalduc ( France) −10 m